# Leltár
A leltár egy jegyzékszerű kimutatás, amely a gazdálkodó eszközeit és forrásait egy adott fordulónapra vonatkozóan – mennyiségben és értékben is – tételesen felsorolja. A leltár az a dokumentum, amely a gazdálkodó mérlegét alátámasztja. A leltár előállításának folyamata a leltározás, amely a leltározás tárgyától függően fizikai tevékenységekből (tételes megszámolás, mérés), vagy a bizonylatok egyeztetéséből áll. 
Számolással vagy méréssel történik például a tárgyi eszközök és készletek leltározása, míg például a követelések esetében a leltározás a partner (például vevő vagy bank) könyvelésével való összehasonlítással – egyeztetéssel – valósul meg.
Magyarországon, a költségvetési szervek esetében a leltárral és a leltározással kapcsolatos előírásokat a 2000. évi C. számú törvény, valamint az államháztartás szervezetei beszámolási és könyvvezetési kötelezettségének sajátosságairól szóló 249/2000 (XII.24.) sz. Korm. rend. vonatkozó paragrafusai tartalmazzák.
Egyéni vállalkozók esetében a leltár a részletező nyilvántartások közé tartozik, vezetését a „1995. évi CXVII. törvény a személyi jövedelemadóról” 5. melléklete határozza meg.

## Leltár típusok
Nyitó leltár
A nyitó leltár a vállalkozás alakulásakor készített leltár, amely a tulajdonosok által rendelkezésre bocsátott eszközök és források állományát mutatja.
Évközi, év végi leltárak
A vállalkozás által készített könyvviteli mérleget alátámasztó leltárak az évközi, illetve az év végi leltárak. A mérleg fordulónapján – a felvételtől függően – mutatják a vállalkozás teljes eszközállományát, vagy felvételtől függően annak egy részét (részleltár).
Teljes leltár
A teljes leltár egy kijelölt időpontban a vállalkozás minden eszközét és forrását magában foglalja. Nemcsak a vállalkozás telephelyein, hanem az idegen helyen tárolt eszközök is szerepelnek ebben a leltárban.
Részleltár
Egy-egy eszköz vagyforrásféleség teljes körét felölelő leltár a részleltár. Részleltárnak nevezzük egy-egy telephelyen vagy raktárban, raktárrészben, más szóval leltárzónában felvett leltárt is.
Átadás-átvétel során készített leltár
Az ún. átadás-átvételi leltár általában egy-egy terület felelősének változásával kapcsolatosan készített leltár. A régi felelős munkakört betöltő átadja a beosztást átvevőnek a területhez tartozó eszközöket. Az átadó ilyenkor minden esetben elszámol a rábízott eszközökkel.
Idegen leltár
Az idegen tulajdonban lévő, de a vállalkozás birtokában lévő eszközökről készített leltárt idegen leltárnak nevezzük. Ilyen lehet például a megmunkálásra, bizományba, őrzésre átvett eszközök leltára.
Tárolási nyilatkozat
A vállalkozás tulajdonában, de nem a vállalkozás birtokában lévő, idegen helyen tárolt eszközökről, idegenek által készített leltár a tárolási nyilatkozat.
Vagyon megállapító leltár
Az üzleti vagyon teljes felmérése, a forgóeszközök és tárgyi eszközökre (áru, épület, eszközök értéke, gépek, mérleg, árumozgató eszközök, stb.) egyaránt kiterjedően. A vállalkozás évente egyszer köteles elvégezni a december 31.-i állapotnak megfelelően.
Rendkívüli leltár
Ekkor a mennyiségi felvétel időpontja nem ismert az ellenőrzendő egység (például áruház, raktár stb.) számára. Ajánlott visszaélés gyanújakor, jelentős értéket képviselő áruk fogyásának ellenőrzésekor, vagy idegen/számla nélküli áruk kiszűrése esetén.